# Hříškov
Hříškov är en ort i Tjeckien.   Den ligger i regionen Ústí nad Labem, i den nordvästra delen av landet, 50 km nordväst om huvudstaden Prag. Hříškov ligger 394 meter över havet och antalet invånare är 378.
Terrängen runt Hříškov är platt österut, men västerut är den kuperad. Runt Hříškov är det ganska glesbefolkat, med 38 invånare per kvadratkilometer. Närmaste större samhälle är Louny, 8,7 km nordväst om Hříškov. Trakten runt Hříškov består till största delen av jordbruksmark.